# Synaphea cuneata
Synaphea cuneata är en tvåhjärtbladig växtart som beskrevs av Alexander Segger George. Synaphea cuneata ingår i släktet Synaphea och familjen Proteaceae. Inga underarter finns listade i Catalogue of Life.